# Isidro Barcelos Bettencourt
Isidro Barcelos Bettencourt (Angra do Heroísmo, 15 de Novembro de 1886 — Angra do Heroísmo, 1 de Março de 1949) foi um político português, partidário do Partido Nacional Republicano em Angra do Heroísmo e funcionário do governo português. Provinha da antiga aristocracia da cidade de Angra do Heroísmo.

## Biografia
Prestou serviço no exército português Regimento de Guarnição nº 1, aquartelado na Fortaleza de São João Baptista, no Monte Brasil, junto à cidade de Angra do Heroísmo.
Foi estudante de medicina na Universidade de Lisboa, não tendo completado o curso regressou aos Açores, cidade de Angra do Heroísmo, onde foi funcionário da repartição de Finanças do mesmo concelho.

## Relações Familiares
Foi filho de Diogo de Barcelos Machado de Bettencourt (8 de Agosto de 1847 - ?) e D. Mariana Joaquina Ribeiro de Bettencourt.
Casou por duas vezes, a primeira com D. Maria Delfina Fonseca da Rocha Salgueiro Bettencourt, (Fundão, Gouveia, 1888 – São Pedro (Angra do Heroísmo), 5 de Agosto de 1927), filha de Manuel da Rocha Salgueiro, (que foi juiz na Comarca de Angra do Heroísmo onde faleceu em 1898) de quem teve oito filhos, e a segunda com D. Deolinda do Amparo da Silva de quem teve 3 filhos.
Filhos do primeiro casamento:
1. Maria Esperança Salgueiro Barcelos Bettencourt Noronha (Aldeia do Bispo (Penamacor), Penamacor, 8 de Maio de 1915 – ?) casou com  Carlos Alberto Silveira Moniz Canto Noronha (13 de Junho de 1909 -?).
2. Mariana Joaquina Trindade Salgueiro Barcelos (23 de Abril de 1920 - ?).
3. Maria de Lurdes Salgueiro Barcelos Guerreiro, (11 de Fevereiro de 1923 - ?) casou com Fernando de Jesus Guerreiro.
4. Maria Angelina Salgueiro Barcelos (São Pedro (Angra do Heroísmo), 19 de Janeiro de 1919 - ?) casou com Armando Gonçalves Borges de Carvalho.
5. Diogo Salgueiro Barcelos (Nossa Senhora da Conceição (Angra do Heroísmo) 21 de Janeiro de 1925 - ?)
6. Manuel Maria Salgueiro Barcelos (30 de Novembro de 1912 - ?)
7. Isidro das Merces Salgueiro Barcelos (1911 – Aldeia do Bispo, Penamacor, 9 de Setembro de 1945) casado com D. Lourdes Landeiro Ferreira Barcelos.
8. Maria de La-Salete Salgueiro de Barcelos Bettencourt (Conceição de Angra do Heroísmo 16 de Outubro de 1921 - ?)